# Bắc Ninh (provincie)
Bac Ninh is een provincie van Vietnam. De provincie bestaat uit vlakten en ligt in de noordoostelijke regio van het land op 31 km ten zuidwesten van de hoofdstad Hanoi. Het grenst aan Hanoi in het westen en zuidwesten, aan de provincie Bac Giang in het noorden en oosten, in het oosten en zuidoosten aan Hai Duong en in het zuiden aan de provincie Hung Yên.

## Districten
De provincie is onderverdeeld in 7 districten plus de hoofdstad Bac Ninh. De districten zijn Que Vo, Yen Phong, Tien Du, Tu Son, Thuan Thanh, Gia Binh en Luong Tai. Bac Ninh-stad werd in januari 2006 door de regering bevorderd tot stad.

## Fysische kenmerken

### Geografie
De provincie heeft een oppervlakte van 804 km². Ze is relatief vlak en daalt over het algemeen van het noorden naar het zuiden en van west naar oost. Dit komt tot uiting in de riviertjes die uitmonden in de Duong (sông Đuống) en de Thai Binh (sông Thái Bình). Het vlakke deel van de provincie heeft een gemiddelde hoogte van 3 à 7 m boven de zeespiegen, terwijl het centrum heuvelachtiger is en 300 tot 400 m hoog. Dit heuvelachtiger gedeeltje beslaat slechts een halve percent van de totale oppervlakte. Het grootste deel hiervan is in de districten Que Vo en Tien Du.

### Klimaat
Bac Ninh ligt in de zone met tropisch klimaat en moessons, met vier duidelijk gescheiden seizoenen (lente, zomer, herfst en winter). Tussen zomer en winter is er een groot verschil in weersomstandigheden, met een temperatuursverschil tot 15 of 16 graden. Het regenseizoen loopt van mei tot oktober. In die periode valt vier vijfden van de totale jaarlijkse neerslag.
- Jaarlijkse neerslag: 1400-1.600 mm
- Gemiddelde temperatuur: 23,3 °C
- Uren zon per jaar: 1 530 à 1 776 uur
- Gemiddelde relative vochtigheid: 79%

### Bodemrijkdommen
De provincie is arm in mineralen. Het belangrijkste bodemmatriaal is klei voor baksteen, dakpannen en terracotta met reserves van 4 miljoen ton in Que Vo en Tien Du en voor vuurvaste baksteen in Bac Ninh-stad. Er is zandsteen met reserves van een miljoen ton in Thi Cau en 300 duizend m³ in Vu Ninh. In Yen Phong is er turf – zo'n 60 à 200 duizend ton.

### Natuur
Het meeste bos van de provincie is aangeplant.

## Bevolking
In 2004 telde de provincie 987 400 personen, met een bevolkingsdichtheid van 1222 inwoners per km². Hiervan woonde 86,9% op het platteland, de overige 13,1% in de stad.

## Economie
De drie sectoren zijn in Bac Ninh ongeveer even sterk vertegenwoordigd. De belangrijkste wegen die de provincie doorkruisten zijn de nationale wegen 1A en 1B van Hanoi naar Lang Son, de 18 van de internationale luchthaven Noi Bai naar de haven van Cai Lan in Quan Ninh en de 38. Er is de internationale spoorlijn Hanoi-Huu Nghi Quan. Wat waterwegen betreft zijn er heel wat rivieren die in verbinding staan met de Rode Rivier, alsook het Tao Khe-kanaal (ngòi Tào Khê).

## Cultuur en geschiedenis
In Bac Ninh ligt de oude stad Luy Lâu, waar Sy Nhiep (Sỹ Nhiếp) de Vietnamezen voor het eerst leerde lezen. Er zijn ook Dau-pagode (Chùa Dâu) en Phat Tich-pagode (Chùa Phật Tích), waar het boeddhisme in Vietnam is geïntroduceerd.
Bac Ninh is bekend om de "alternerende gezangen" van noordelijk Vietnam. Er zijn de artisanale dorpen zoals Dong Ho (tranh Đông Hồ), het keramiek van Phu Lang (Phù Lãng), het ijzer van Da Hoi (Đa Hội), het koper van Dai Bai (Đại Bái), het textiel van Hoi Quan (Hồi Quan). Wat betreft historische resten zijn de tempel van Do (đền Đô), de To-pagode (chùa Tổ) van Phuc Nghiem Tu (Phúc Nghiêm Từ) en de tempel van Phu Quoc (đền Phụ Quốc) vermeldenswaardig.